# 蚌埠市博物馆
蚌埠市博物馆，位于中国安徽省蚌埠市蚌山区市民广场西侧，始建于1974年11月，是蚌埠市规模最大、安徽省仅次于省博物院的综合性博物馆，国家一级博物馆、国家4A级旅游景区，获“安徽省最美博物馆”荣誉称号。博物馆总建筑面积3.4万平方米，其中展览区面积约1.2万平方米，馆藏文物约1万余件，主要展示蚌埠地区的古代历史、近现代城市发展史以及淮河历史文化，展品包含古生物化石、新石器时代遗物，以及各朝代的陶瓷器、青铜器、玉器、书画、古籍善本等。其中，镇馆之宝有双墩陶塑雕题纹面人头像、元青花牡丹缠枝纹兽耳盖罐等。
蚌埠市博物馆与蚌埠市文物管理局一个机构两块牌子，均为隶属于蚌埠市文化广电新闻出版局（旅游局）的事业单位，在大禹文化、双墩文化、淮河流域古代文明、明朝文化等领域有较多研究。

## 历史沿革
蚌埠市博物馆始建于1974年，原址位于蚌埠市科学文化宫。
2011年，作为蚌埠市“一场三馆”建设的一部分，蚌埠市博物馆新馆开工建设。新馆位于市民广场西侧，与规划馆和档案馆遥相呼应。2015年5月31日，位于蚌埠市科学文化宫的老博物馆正式闭馆，停止对外开放。随后于同年的12月26日，新馆建成开放。
2017年，蚌埠市博物馆被评为国家4A级旅游景区。2018年7月，荣获全国文物系统先进集体，并于同年10月评定为国家二级博物馆。2020年12月，升级评定为国家一级博物馆。

## 建筑特点
蚌埠市博物馆现址采用正方形的建筑空间布局，建筑总面积3.4万平方米，为框架钢结构，外观取意于“大禹劈山导淮”，外立面采用深色GRC人造石材和条形透明玻璃，打造出一种层叠的质感。
内部则为回字型的空间布局，并将出入口安排于建筑东侧，与市民广场敞开，内部中庭由斜撑支柱支撑的井字桁架屋顶与吊桥等要素组成。

## 展览陈列
- 孕沙成珠--蚌埠古代历史文明陈列
- 流动的文明--淮河历史文化陈列
- 城市崛起--蚌埠近现代历史文化陈列
- 记忆流年--蚌埠市非物质文化遗产展
- 铲释天书--考古体验厅
- 翰墨丹青--馆藏古代书画作品展
- 梳影宝鉴--馆藏精品铜镜展[2]

## 参观信息
- 凭有效身份证件免费入场
- 周一闭馆（法定节假日除外）
- 周二至周日9:00——17：00，16：30停止进馆参观
- 提供展览资料、讲解、咨询等服务[6]